# Чжун Кан
Чжун Кан
(спрощ.: 中康; кит. трад.: 中康; піньїнь: Zhōng kāng) — четвертий правитель держави Ся, наступник свого старшого брата Тай Кана.

## Загальні відомості
Місце народження невідоме. Його батько, Ці, був другим володарем держави. Ім'я та походження матері є невідомими.
Після поразки брата від рук вождя об'єднаних сил варварських племен, Хо Ї, Чжун Кан став спадкоємцем трону та намагався підтримувати мирні відносини.
За його правління столицею держави був Чженьсун (сучасне місто Ґун'ї).
В день Ґенву, дев'ятого місяця, п'ятого року царювання Чжун Кана сталося сонячне затемнення. Так як його придворні астрономи легко піддавалися п'янству, вони не змогли це передбачити. Тому затемнення стали трактувати як предвісник чогось страшного, що привело до масової паніки серед населення. Вражений цим Чжун Кан відправив дворянина на ім'я Інь покарати свавільних астрономів, що більш детально описано в тогочасному документі Каральна експедиція Іня.
Помер на сьомому році свого правління, після чого володарем держави став його син Сян.